# Lepilemur ankaranensis
Lepilemur ankaranensis är en primat i släktet vesslemakier (Lepilemur) som förekommer i ett mindre område på norra Madagaskar. Populationen listades tidigare som underart eller synonym till Lepilemur septentrionalis och godkänns sedan början av 2000-talet som art.
Denna vesslemaki blir ungefär 22 cm lång (huvud och bål), har en cirka 27 cm lång ljusbrun svans och väger 750 till 790 g. Arten har allmänt en gråbrun till ljusgrå pälsfärg med något ljusare framsida. En brun skugga kan förekomma på extremiteterna och axlarna. Flera individer har en mörkare strimma från huvudets baksida till ryggens centrum.
Arten vistas i låglandet och i bergstrakter upp till 1500 meter över havet. Den lever i torra lövfällande skogar och i fuktiga städsegröna skogar. Lepilemur ankaranensis äter främst mogna frukter och när de saknas även blad och naturgummi. Enligt olika observationer letar varje individ ensam efter föda. De är aktiva på natten och vilar på dagen i trädens håligheter eller i den täta växtligheten. En känd fiende är Madagaskarboan (Acrantophis madagascariensis).
Primaten jagas av befolkningen och under nyare tider främst av gruvarbetare för köttets skull. Dessutom hotas arten av skogsavverkningar. IUCN listar Lepilemur ankaranensis därför som starkt hotad (endangered).